# Hoplophorella prominens
Hoplophorella prominens är en kvalsterart som först beskrevs av Balogh 1958.  Hoplophorella prominens ingår i släktet Hoplophorella och familjen Phthiracaridae. Inga underarter finns listade i Catalogue of Life.